# جيمس موراي (معجمي)
السير جيمس أغسطس هنري موراي (بالإنجليزية: Sir James Augustus Henry Murray) ـ (7 فبراير 1837 ـ 26 يوليو 1915) هو معجمي وفقيه لغوي اسكتلندي، كان المحرر الرئيس لقاموس أكسفورد الإنجليزي من سنة 1879 إلى وفاته.
شارك سنة 1856 في تأسيس جمعية هاويك الأثرية.
حصل على درجتي دكتوراه فخريتين، إحداهما دكتوراه فخرية في القانون من جامعة غلاسغو في يونيو 1901، والأخرى في الآداب من جامعة أكسفورد سنة 1914.

## حياته ونشأته
ترك جيمس موراي الدراسة في الرابعة عشر من عمرهِ لعدم تمكن والده من دفع تكاليف الدراسة إلا أنه استمر يتعلم ويتدرب في اللغات حتى صار يجيد اللغة الانكليزية واللغة اللاتينية واللغة الفرنسية واللغة الإيطالية ولهُ المام باللغة العربية والآرامية ويفهم اللغتان البرتغالية والروسية، وعمل فترة كمدرس في أحد المصارف إلى أن كلفه مجلس جامعة أكسفورد بتحرير الطبعة الأولى من قاموس أكسفورد لكن لم يوافق أثنين من أعضاء المجلس على تكليفهِ وبقيا يتربصان بهِ ويسعيان لإفشال مهمتهِ.
بدأ جيمس موراي عمله في تأليف القاموس وناشد البريطانيين لمراسلتهِ عن أصل ومعنى الكلمات التي يعرفونها، ومتى تستخدم فتطوع عددا منهم لمساعدته مما أضطره لبناء سقيفة في حديقة منزلهِ لتكون مقراً لعملهم. واستمر في التأليف لفترة سنوات طويلة وقد تعرض للكثير من المصاعب حتى أنتهى من تأليفهِ بأثني عشر مجلداً ومنحته الملكة لقب فارس تثميناً لسعيهِ.

## روابط خارجية
- جيمس موراي على موقع الموسوعة البريطانية (الإنجليزية)